# فرودگاه منکیتو
فرودگاه منکیتو (به انگلیسی: Mankato Airport) یک فرودگاه همگانی بهره‌برداری هوایی است که یک باند فرود آسفالت دارد و طول باند آن ۱۰۷۹ متر است. این فرودگاه در کشور ایالات متحده آمریکا قرار دارد و در ارتفاع ۵۶۷ متری از سطح دریا واقع شده‌است.